# Claude Garry
Claude Garry, de son vrai nom Jules Louis Dietz, est un acteur français né le 4 août 1877 à Asnières-sur-Seine et mort le 1er août 1918 à Grosrouvre (Seine-et-Oise).

## Biographie
Claude Garry est le fils d'Hermann Dietz (1845-1920), professeur de rhétorique au lycée Buffon, et de Clara Breitzmann. Neveu de Jules Dietz, Claude Garry est l'oncle maternel de Pierre Fresnay.
Après avoir obtenu le prix du conservatoire, Claude Garry est entré à la Comédie-Française. Cantonné à des rôles de figurant, il quitte la maison. Il commence une nouvelle carrière avec l'aide de Mme Réjane et revient triomphalement à la Comédie-Française en 1914 pour interpréter le rôle de Lemeunier dans Georgette Lemeunier de Maurice Donnay et de Don Saluste dans Ruy Blas. Parallèlement, il a joué dans de nombreux films d'André Calmettes, René Leprince, Albert Capellani et René Plaissetty.
Mobilisé lors de la guerre, Claude Garry est gravement blessé au pied et de ce fait démobilisé. Il se réfugie près de sa famille dans un petit village de Seine-et-Oise, Grosrouvre, où il meurt d'une congestion pulmonaire.

## Filmographie
- 1909 : L’Épi d'André Calmettes - Court métrage
- 1910 : Le Stigmate de René Leprince - Court métrage
- 1910 : Quentin Durward d'Albert Capellani - Court métrage
- 1910 : Louis de Saint-Just de Victorin Jasset - Court métrage
- 1910 : L'Évadé des Tuileries (ou Une Journée de la Révolution) d'Albert Capellani
- 1910 : Ferragus d'André Calmettes - Court métrage
- 1911 : La Fin de Don Juan de Victorin Jasset : Don Juan - Court métrage
- 1911 : Notre Dame de Paris d'Albert Capellani : Claude Frollo - Court métrage
- 1911 : Le Flirt dangereux de René Leprince : Comte Alfieri - Court métrage
- 1911 : Un clair de lune sous Richelieu d'Albert Capellani
- 1911 : Le Poison du professeur Rouff de René Leprince - Court métrage
- 1911 : Le Colonel Chabert d'André Calmettes et Henri Pouctal - Court métrage
- 1911 : La Jacquerie, révolution paysanne de 1358 de Henri Pouctal
- 1912 : Le Pressentiment de René Leprince - Court métrage
- 1912 : Quentin Durward d'Adrien Caillard : Louis XI - Court métrage
- 1912 : Un tragique amour de Mona Lisa d'Albert Capellani : François Ier - Court métrage
- 1912 : Le Supplice d'une mère d'Adrien Caillard  et Henri Pouctal : Jean - Court métrage
- 1912 : Le Fils de Charles Quint d'Adrien Caillard (court métrage)
- 1912 : La fièvre de l'or de René Leprince et Ferdinand Zecca : Maxime Vermont
- 1912 : La Chambre au judas de Henri Desfontaines - Court métrage
- 1913 : Don Quichotte de Camille de Morlhon : Don Quichotte - Court métrage
- 1914 : Le Téléphone qui accuse de Henri Desfontaines et Paul Garbagni - Court métrage
- 1917 : L'Heure sincère de René Plaissetty - Court métrage

## Théâtre
- 1902 : Le Marquis de Priola de Henri Lavedan, Comédie-Française
- 1902 : Ruy Blas de Victor Hugo, Comédie-Française
- 1902 : Rome vaincue d'Alexandre Parodi, Comédie-Française
- 1902 : L'Autre Danger de Maurice Donnay, Comédie-Française
- 1903 : Les affaires sont les affaires d'Octave Mirbeau, Comédie-Française
- 1904 : La Plus Faible de Marcel Prévost, Comédie-Française
- 1904 : Le Paon de Francis de Croisset, Comédie-Française
- 1909 : Le Refuge de Dario Niccodemi, Théâtre Réjane
- 1909 : Madame Margot d'Émile Moreau et Charles Clairville, Théâtre Réjane
- 1910 : La Fugitive d'André Picard, Théâtre du Gymnase
- 1911 : L'Oiseau bleu de Maurice Maeterlinck, Théâtre Réjane
- 1911 : Vers l'amour de Léon Gandillot, Théâtre de l'Odéon
- 1913 : Les Éclaireuses de Maurice Donnay, Comédie Marigny
- 1913 : Le Secret d'Henry Bernstein, Théâtre des Bouffes-Parisiens
- 1914 : La Danse devant le miroir de François de Curel, Théâtre de l'Ambigu-Comique
- 1914 : Georgette Lemeunier de Maurice Donnay, Comédie-Française
- 1914 : Ruy Blas de Victor Hugo, Comédie-Française